# Завражная Слобода
Завражная Слобода — село в Кстовском районе Нижегородской области. Входит в состав Запрудновского сельсовета.

## География
Село находится на расстоянии приблизительно 23 километра по прямой на юго-восток от города Кстово, административного центра района.

## Современное состояние
Село в настоящее время имеет характер дачного поселка.

## Население
Постоянное население составляло 13 человек (русские 92%) в 2002 году, 12 в 2010.